# Ingrid Larsen
Ingrid Larsen, född 1883, död 1965, var en dansk kvinnosakspolitiker och kommunalpolitiker. Hon var ordförande för Dansk Kvindesamfund (DK) mellan 1943 och 1947.

## Biografi
Ingrid Larsen var dotter till borgmästaren Carl Christian Rasmussen (1842–1912) och Mariane Gether (1844–1936), och gifte sig 1907 med domaren Anders Peter Larsen.
Ingrid Larsen blev ordförande för DK:s avdelning i Hillerød 1931, distriktsordförande 1935, vice ordförande 1939 och ordförande 1943–1947. Hon beskrivs som en effektiv ordförande som sände mer petitioner till ministerierna än någon annan DK-ordförande före henne.
Larsen drev främst frågan om kvinnors politiska representation, då DK beklagade att kvinnornas antal i folketinget under hela mellankrigstiden låg kvar på endast några procent: fyra kvinnor valdes in i det första valet med kvinnlig rösträtt och satt i folketinget under mandatperioden 1918–1920; sex 1932–1935, och fem 1935–1939. DK bildade därför Danske Kvinders politiske Samraad 1936 för att verka för kvinnors ökade representation, för vilken hon blev ordförande. I slutet av 1940-talet nåddes målet då kvinnornas antal i folketinget nådde över 10 procent. Hon var också medgrundare av Danske Husmødres Forbrugerråd 1947.
Ingrid Larsen var suppleant i Landstinget 1936–1951.